# Кришас
Кришас (порт. Crixás) — муниципалитет в Бразилии, входит в штат Гояс. Составная часть мезорегиона Северо-запад штата Гойас. Входит в экономико-статистический микрорегион Сан-Мигел-ду-Арагуая. Население составляет 11 305 человек на 2006 год. Занимает площадь 4661,077 км². Плотность населения — 2,4 чел./км².

## История
Город основан 1 января 1954 года. 

## Статистика
- Валовой внутренний продукт на 2003 год составляет 89 018 999,00 реалов (данные: Бразильский институт географии и статистики).
- Валовой внутренний продукт на душу населения на 2003 год составляет 6928,09 реалов (данные: Бразильский институт географии и статистики).
- Индекс развития человеческого потенциала на 2000 год составляет 0,717 (данные: Программа развития ООН).